# Nicolai Tychsen
Nicolai Tychsen, född den 14 juni 1751 i Tønder, död den 8 augusti 1804 i Köpenhamn, var en dansk apotekare och kemist. 
Tychsen miste redan som barn bägge sina föräldrar och blev därför en tid uppfostrad på Waisenhuset i Tønder;  1766 blev han apotekselev på det kungliga Frederiks Hospitalsapotek hos J.D. Cappel, och 1781 tog han Examen chemicum et pharmaceuticum med högsta betyg. 
Samma år och de närmast följande åren höll han efter anmodan av professor J.C. Tode ett Collegium chemicum, den första vintern på tyska, senare på danska. 1784 utkom hans bekanta verk Kemisk Haandbog i tre band, och 1794 utkom den i "forøget og forbedret" utgåva. 1794 utgav han tillika Fransk kemisk Nomenklatur, paa Dansk udgiven med Anmærkninger.
1785 blev han lektor och demonstrator i kemi vid det Kongelige Kirurgiske Akademi, och 1787 utgav han Kurzes chemisches Handbuch, som är ett tyskt utdrag av hans stora kemiska handbok. 1788 köpte Tychsen apoteket i Kongsberg, där han samtidigt blev lektor och undervisade i kemi och praktisk farmaci, vilket ledde till att Kongsberg för en tid blev en samlingsplats för farmaceuter och andra, som önskade undervisning i kemi. 
Då regeringen 1798 reducerade arbetsstyrkan vid Kongsberg Sølvværk betydligt, och han dessutom hade köpt apoteket dyrt, blev hans ekonomiska situation besvärlig; han fick därför i december 1799 kungligt tillstånd att anlägga Hjorteapotheket i Köpenhamn, dit han flyttade 1800 efter att samma år ha sålt apoteket i Kongsberg. 
Hans sista verk, Theoretisk og praktisk Anvisning til Apothekerkunsten (1804, 2 delar), blev efter hans död utgivet av lic. med. J.F. Bergsøe och var, liksom hans Kemiske Haandbog, en på den tiden med rätta högt skattad lärobok. Tychsen var en av dåtidens dugligaste danska kemister och var medlem av det kungliga danska och även av det Kongelige Norske Videnskabers Selskab; dessutom var han medlem av åtskilliga andra lärda sällskap. 